# 聴神経鞘腫
聴神経鞘腫（ちょうしんけいしょうしゅ、acoustic neuroma）または聴神経腫瘍（ちょうしんけいしゅよう）とは、内耳から脳に渡る内耳神経に発生する良性腫瘍。内耳神経を包むミエリン鞘を形成するシュワン細胞から発生する。

## 症状
耳鳴り、難聴、めまい、立ちくらみなどの症状が見られる。腫瘍が成長して重篤になると、顔面神経や三叉神経などの他の神経も圧迫され、顔面神経麻痺（まぶたを開閉できない、口を閉じることができない）や顔面痙攣などの症状を発症することもがある。また、悪化すると歩行障害や意識障害を引き起こす可能性がある。腫瘍の成長が遅いため、脳への影響が遅く、症状が出にくい、気づきにくいという特徴がある。